# 爾薩体村
爾薩体村（にさったいむら）は、昭和30年（1955年）まで岩手県二戸郡の北東部に存在していた村。現在の二戸市仁左平・白鳥・堀野にあたる。

## 地理
- 河川：馬淵川

## 沿革
- 明治22年（1889年）4月1日 - 町村制施行にともない、仁左平（にさたい）村・白鳥村・堀野村の計3か村と福岡村の一部が合併して爾薩体村が発足。
- 昭和30年（1955年）3月10日 - 福岡町・石切所村・御返地村・斗米村と合併し、新制の福岡町となる。

## 行政
| 代      | 氏名       | 就任                      | 退任                       | 備考 |
| ------- | ---------- | ------------------------- | -------------------------- | ---- |
| 1       | 松尾源次郎 | 明治22年（1889年）5月6日  | 明治24年（1891年）4月12日  |      |
| 2 - 3   | 太田源七郎 | 明治24年（1891年）4月20日 | 明治30年（1897年）2月5日   |      |
| 4       | 太田熊太郎 | 明治30年（1897年）2月13日 | 明治31年（1898年）4月8日   |      |
| 5       | 松尾源次郎 | 明治31年（1898年）4月27日 | 明治35年（1902年）4月26日  | 再任 |
| 6 - 15  | 関儀七郎   | 明治35年（1902年）6月24日 | 昭和11年（1936年）10月1日  |      |
| 16      | 関正衛     | 昭和11年（1936年）10月6日 | 昭和14年（1939年）12月15日 |      |
| 17      | 岩崎朝吉   | 昭和15年（1940年）5月10日 | 昭和17年（1942年）5月13日  |      |
| 18      | 玉川正一   | 昭和17年（1942年）6月13日 | 昭和21年（1946年）11月14日 |      |
| 19 - 20 | 佐藤元     | 昭和22年（1947年）4月5日  | 昭和30年（1955年）3月9日   |      |